# 松林公园站
松林公園站（：／ Solbatgongwon yeok */?）是牛耳新設線沿線的一座地下車站，位於韓國首爾特別市江北區牛耳洞。

## 車站結構
站體為2面2線側式月台的地下車站，候車月台設有月台幕門，並有2處出口。

### 月台配置
| 北汉山牛耳 ↑     |
| \| 上            |
| ↓ 四一九民主墓地 |

| 月台 | 路線                  | 目的地                         |
| ---- | --------------------- | ------------------------------ |
| 上行 | ●首爾輕電鐵牛耳新設線 | 北漢山牛耳方向                 |
| 下行 | ●首爾輕電鐵牛耳新設線 | 誠信女子大學、普門、新設洞方向 |

## 歷史
- 2017年3月2日：松林公園站车站名正式确定。[1]
- 2017年9月2日：落成啟用。

## 車站周邊
- 呂運亨墓
- 徐羅伐中學（朝鲜语：서라벌중학교）
- 北漢山國立公園
- 白雲市場
- 松林公園
- 道峰圖書館

## 圖片

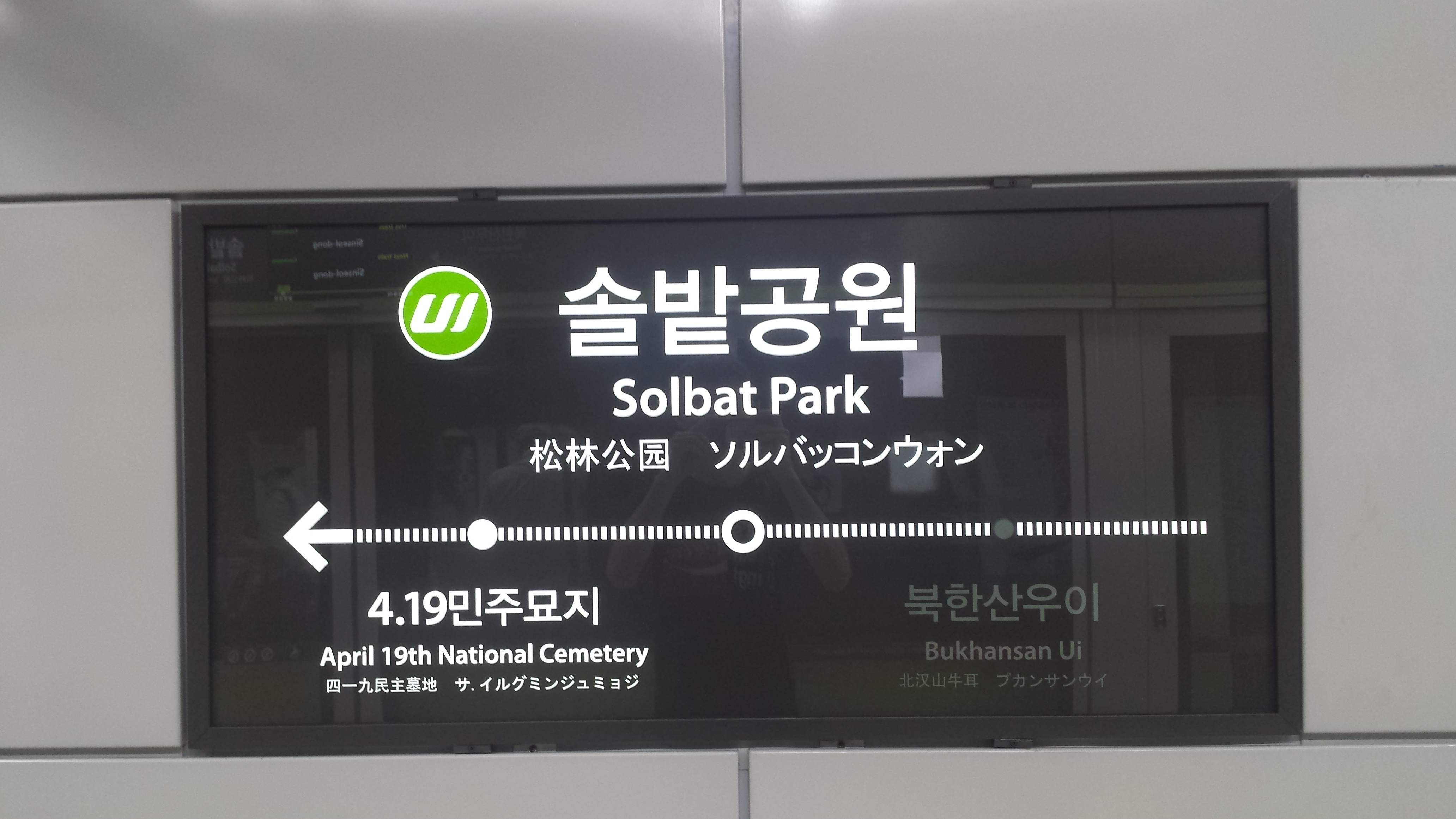
站名牌
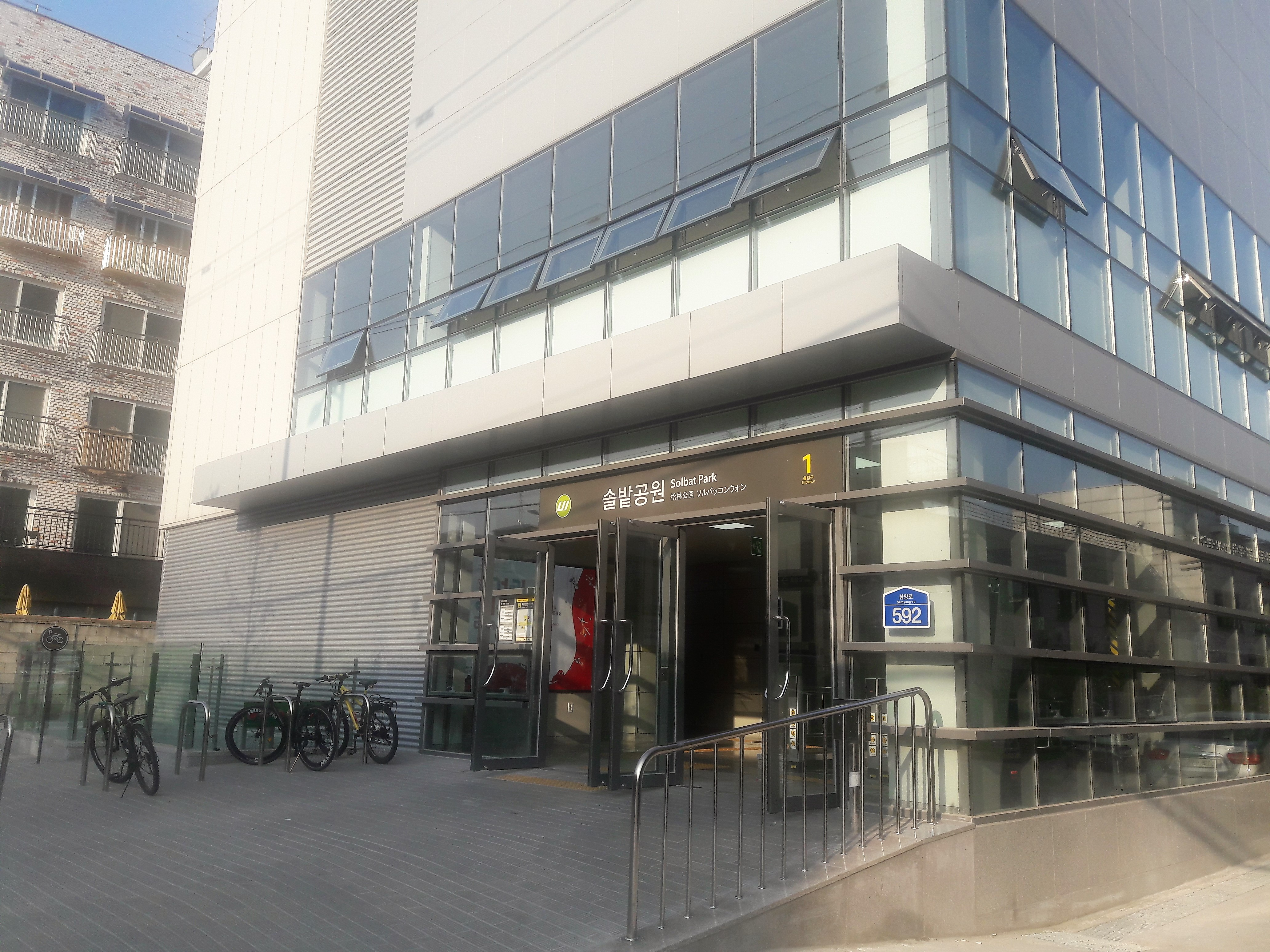
1號出口
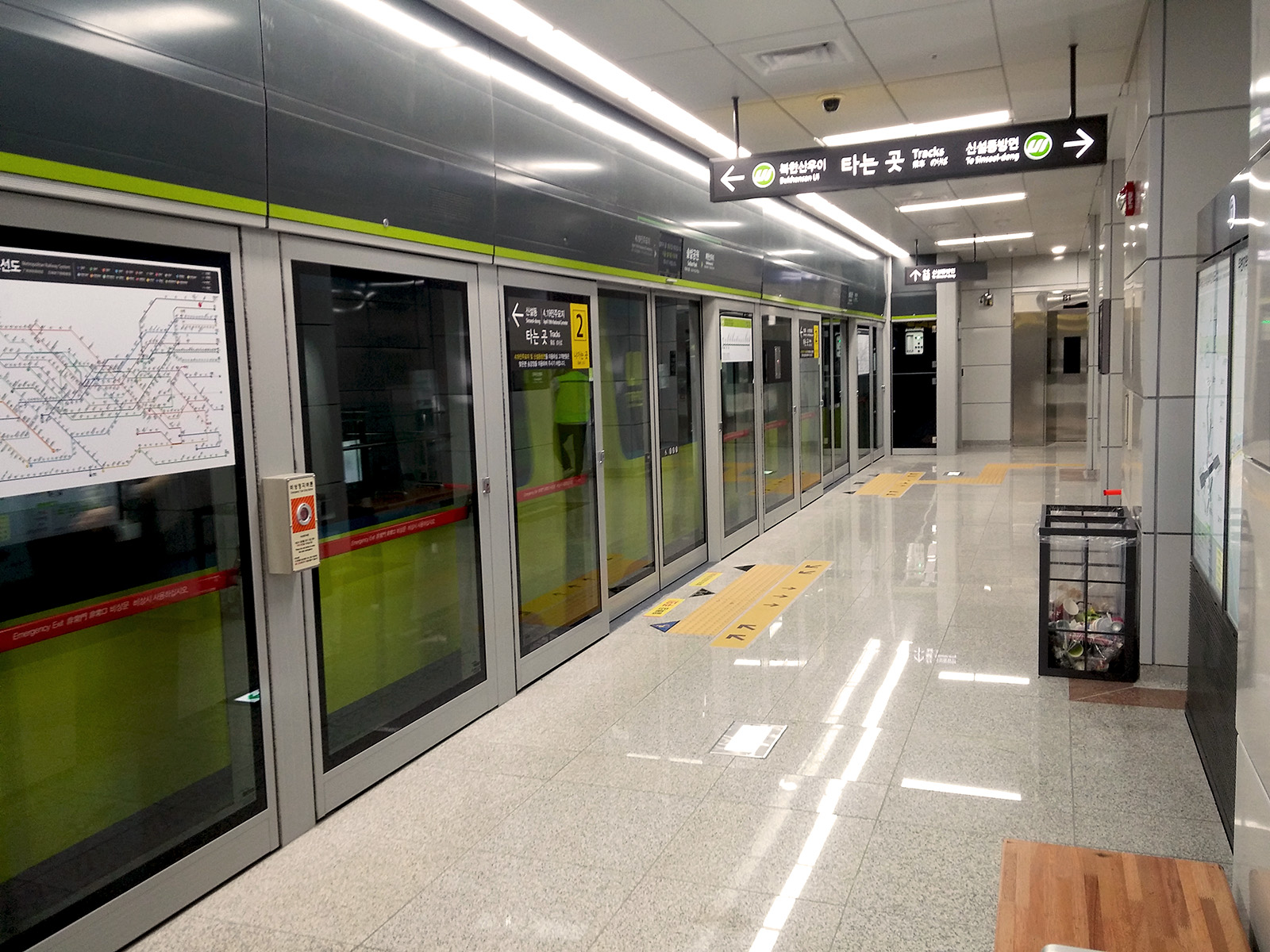
候車月台
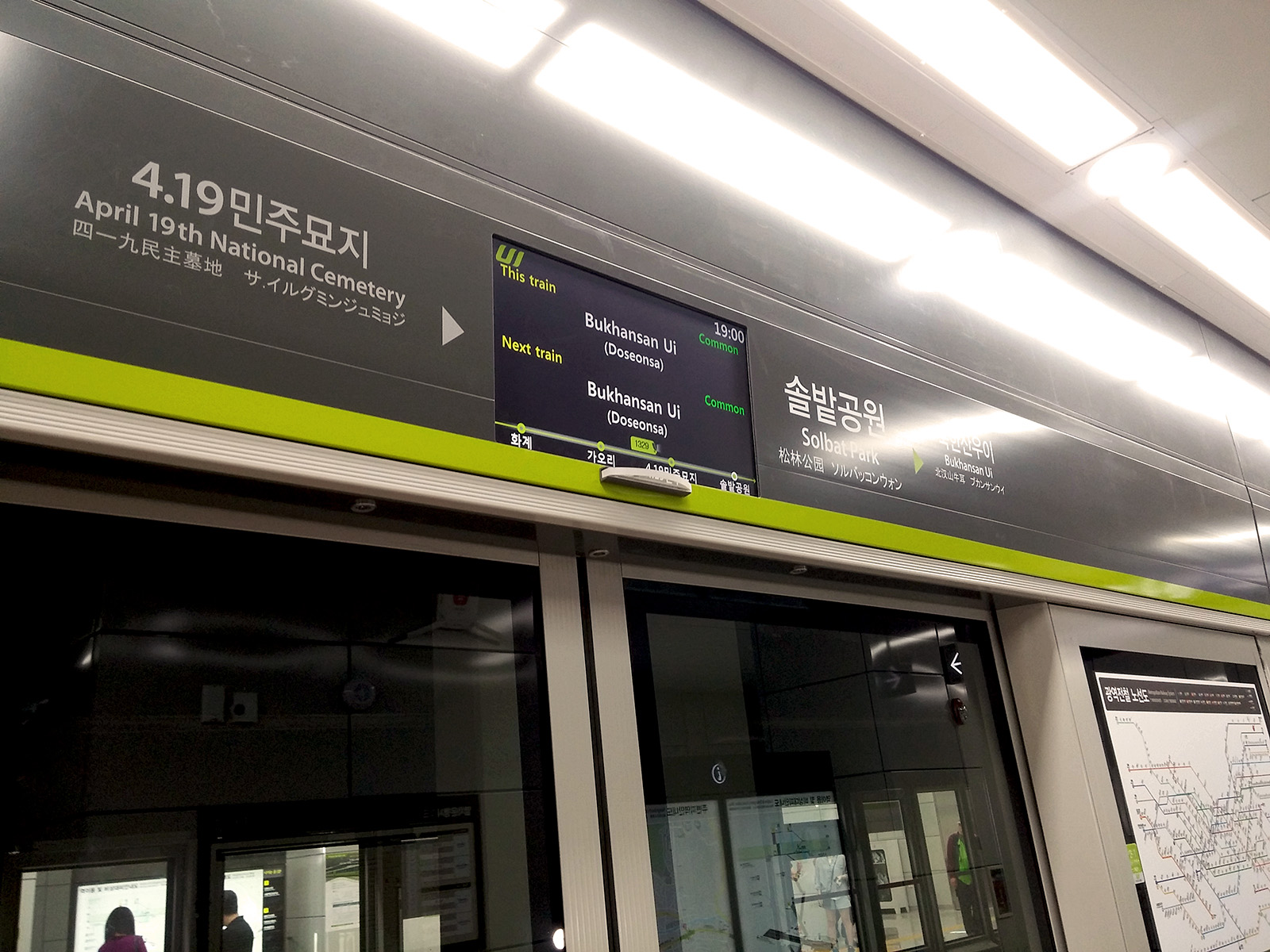
電子資訊顯示器

## 相鄰車站
牛耳新設輕電鐵
●首爾輕電鐵牛耳新設線
北汉山牛耳（S110）－松林公園（S111）－四一九民主墓地（S112）